# Ion Dobrescu
Ion Dobrescu (n.15 aprilie 1929) este un fost deputat român în legislatura 1992-1996, ales în județul Prahova pe listele PL93.
Ion Dobrescu a fost deputat independent din martie 1993. Ion Dobrescu este de profesie stomatolog. 